# Vauxhall B-Type
La B-Type è un'autovettura prodotta dalla Vauxhall dal 1910 al 1914. Fu commercializzata con tre nomi,  27 h.p., 30 h.p. e 35 h.p.. Il termine B-Type si riferiva al codice del telaio. La B-Type è stata la prima vettura Vauxhall con motore a sei cilindri.

## Storia
Nel 1904 la Napier introdusse sul mercato britannico una vettura con motore a sei cilindri, che fu seguita l'anno successivo dall'analoga 30 H.P. della Rolls-Royce. La Vauxhall decise di seguire l'esempio e nel 1905 diede l'incarico a F.W. Hodges di progettare un modello sperimentale di autovettura che avesse un motore a sei cilindri in linea. Questi ultimi, nel progetto, erano però compresi in due monoblocchi distinti e contigui da tre cilindri ciascuno. Il modello citato non fu però mai realizzato. La vettura Vauxhall con queste caratteristiche che entrò in produzione fu invece la B-Type. Il prototipo del modello appena menzionato aveva in dotazione un nuovo motore a sei cilindri in linea da 3.473 cm³ di cilindrata con monoblocco unico. La vettura che entrò poi in produzione di serie ebbe però installato due monoblocchi come sul modello sperimentale progettato da Hodges. Inoltre, rispetto al prototipo, sulla vettura di serie la cilindrata fu aumentata a 4.525 cm³.

## Caratteristiche tecniche
Il telaio era simile a quello utilizzato sulla A-type ed era disponibile in due versioni che erano caratterizzate da passi differenti, 3.429 mm e 3.658 mm. Le sospensioni erano a balestra semiellittica ed assale rigido sia all'avantreno che al retrotreno. L'alesaggio e la corsa del motore a valvole laterali erano, rispettivamente, di 90 mm e 120 mm. Questo propulsore da 4.525 cm³ di cilindrata erogava 30 CV di potenza ed era montato anteriormente. Sugli esemplari prodotti in un secondo momento, la cilindrata crebbe a 5.013 cm³. La trazione era posteriore, ed il moto era trasmesso alle ruote posteriori tramite una frizione multidisco e grazie ad un cambio a quattro rapporti. La frizione ed il cambio erano separati dal motore da un corto albero di trasmissione. Motore, frizione e cambio erano montati su un telaietto ausiliario che a sua volta era installato sul telaio principale. I freni non agivano sulle ruote anteriori, ma era presente un impianto frenante che era comandato da un pedale e che agiva sulla trasmissione subito dopo il cambio.
Di B-Type ne furono prodotti 75 esemplari. Il modello fu disponibile in versione torpedo, landaulet, cabriolet e limousine. Dopo la fine della produzione della B-Type nel 1914, i successivi modelli Vauxhall con motore a sei cilindri furono commercializzati negli anni venti. Più precisamente furono la 25-70 e la 20-60.